# Esquadrão N.º 482 da RAAF
O Esquadrão N.º 482 foi uma unidade de manutenção da Real Força Aérea Australiana (RAAF). Foi formada em Maio de 1942 como Unidade de Reparação e Salvamento N.º 4, foi posteriormente rebaptizada como Unidade de Reparação e Manutenção N.º 4 em Janeiro de 1945 e re-formada como Esquadrão de Manutenção N.º 482 em Maio de 1946. O esquadrão tornou-se então parte da Asa N.º 82 na Estação de Amberley, em Queensland. Ao longo das décadas em que esteve activo, o esquadrão trabalhou com aeronaves como o Consolidated B-24 Liberator, Avro Lincoln, English Electric Canberra, McDonnell Douglas F-4E Phantom e o General Dynamics F-111. Em Março de 1992, o Esquadrão N.º 482 fundiu-se com o Depósito de Aeronaves N.º 3 para formar a Asa N.º 501. Esta asa continuou a providenciar manutenção para os F-111, até ser extinta em 2001.

## História
A Unidade de Reparação e Salvamento N.º 4 foi formada na Estação de Laverton, em Victoria, em 18 de Maio de 1942. O primeiro comandante desta unidade, a partir de 1 de Junho, foi o Lieutenant H. R. P. Relf. No dia 20 de Outubro, foi movido para o Aeródromo de Pell, no Território do Norte, e ficou operacional no dia 26 de Dezembro. Sob o controlo do Comando da Área Noroeste, a unidade de reparação ficou responsável pela salvamento de aeronaves danificadas, as quais teriam que ser posteriormente reparadas ou desmanteladas para aproveitamento de peças. Por volta de Dezembro de 1943, a sua força de efectivos contabilizava mais de 500 pessoas. No dia 1 de Janeiro de 1945 foi rebaptizada Unidade de Reparação e Manutenção N.º 4, sendo depois transferida para Winnellie, no Território do Norte, no dia 11 de Maio. À medida que a guerra no pacífico avançava em direcção a norte, o número de efectivos da unidade foi reduzido; em Agosto contava com menos de 400 efectivos, dos quais 11 eram oficiais. No dia 15 de Dezembro de 1945, a unidade foi novamente movimentada, desta vez para a Estação de Parkes, em Nova Gales do Sul; pouco tempo depois, no dia 15 de Abril de 1946, a unidade foi transferida para a Estação de Amberley, em Queensland.
A Unidade de Reparação e Manutenção N.º 4 foi re-formada como Esquadrão de Manutenção N.º 482 no dia 10 de Maio de 1946. Comandada pelo Squadron Leader J. E. Jackson, tornou-se parte da Asa N.º 82. O lema do esquadrão era "Trenchant" (em português: Mordaz). Outras unidades da Asa N.º 82 incluíam os esquadrões 12, 21 e 23, mas estes receberam novas numerações, passando a ser, a partir de Fevereiro de 1948, os esquadrões 1, 2 e 6, respectivamente. Ao mesmo tempo, os bombardeiros pesados da asa, os Consolidared B-24 Liberator, foram substituídos pelos Avro Lincoln. Entre 1949 e 1950, alguns dos aviões Lincoln foram modificados, sendo equipados com radares avançados e outros instrumentos, para participar na Operação Cumulative, um programa conjunto com a Real Força Aérea cujo objectivo era a navegação de longo alcance e a recolha de dados para serem usados em potenciais campanhas contra a União Soviética. O Esquadrão N.º 482, a meio de 1950, passou por um período crítico pela falta de motores Merlin, mas a situação voltou a normalizar-se no ano seguinte.

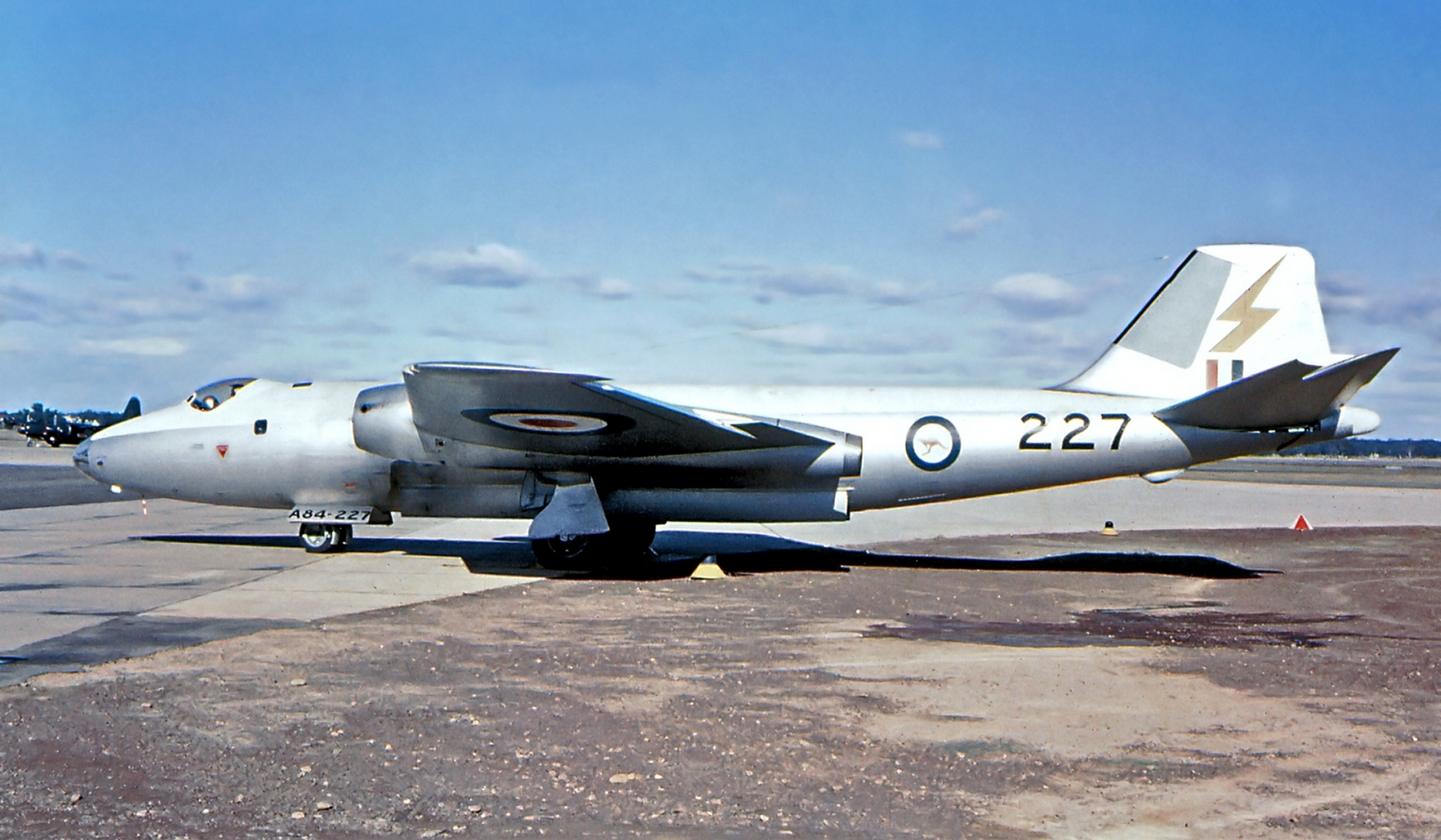
Um bombardeiro a jacto Canberra, uma das aeronaves às quais o esquadrão realizava manutenção, entre 1953 e 1968

Em Outubro de 1950, o pessoal do esquadrão frequentou diversos cursos sobre fuselagem e motores Rolls-Royce Avon, em preparação para a introdução dos recém-encomendados bombardeiros a jacto English Electric Canberra. Durante os anos 50 e 60, o Esquadrão N.º 482 começou a providenciar apoio em exercícios envolvendo os bombardeiros Canberra, em Darwin e na Nova Guiné, assim como em ocasiões onde decorreram cerimónias com visitas de entidades importantes. Em Abril de 1968, a Unidade de Conversão Operacional N.º 1, responsável pela conversão das tripulações aéreas para o Canberra, tornou-se independente da Asa N.º 82 para se concentrar em fornecer pessoal qualificado para o Esquadrão N.º 2, que estava a cumprir serviço na Guerra do Vietname. Assim, a responsabilidade de manutenção dos bombardeiros Canberra foi transferido do Esquadrão N.º 482 para a Unidade de Conversão Operacional N.º 1, assim como vários efectivos e equipamentos.

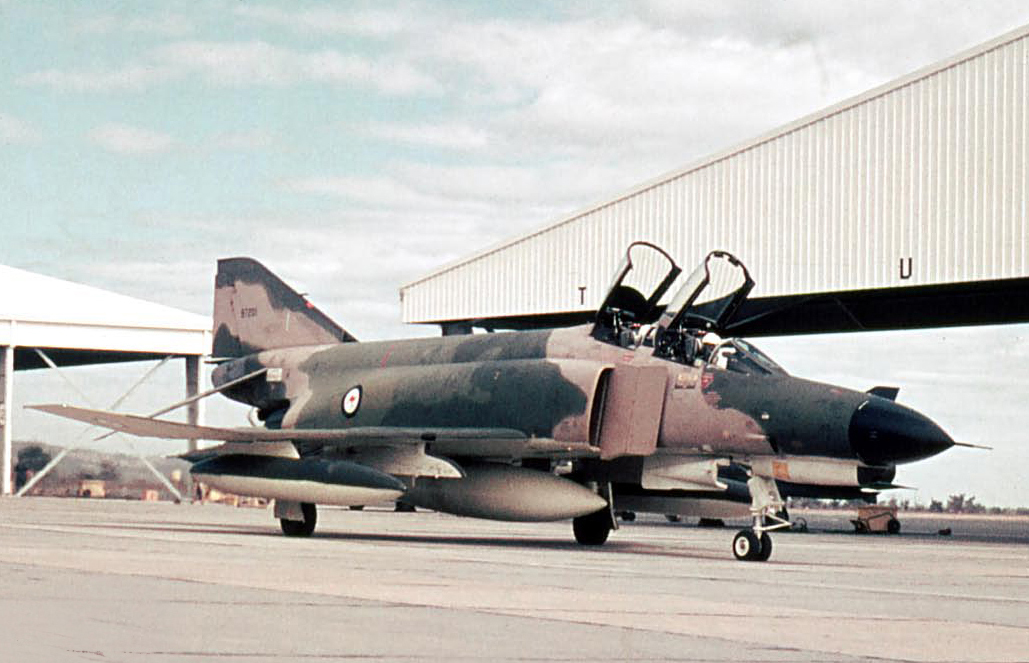
Um F-4E Phantom da RAAF, um caça-bombardeiro ao qual o esquadrão realizou manutenção

Entre 1970 e 1973, como uma medida interina levada acabo pelo atraso na entrega dos bombardeiros General Dymanics F-111, a Asa N.º 82 começou a operar aviões McDonnell Douglas F-4E Phantom. A manutenção dos F-4E ficou na responsabilidade do Esquadrão N.º 482, em conjunto com o Depósito de Aeronaves N.º 3; além do serviço rotineiro, estas unidades modificaram os radares do Phantom no início de 1971. As infraestruturas como hangares e oficinas, assim como os equipamentos, foram todos actualizados, reformados e modernizados no final dos anos 60, em antecipação à chegada dos bombardeiros F-111; o hangar principal da unidade passou a ser referido como o "Taj Mahal". Por volta de 1973, o ano em que finalmente os F-111 entraram em serviço, o Esquadrão N.º 482 tinha uma força de mais de 700 efectivos. À imagem da Força Aérea dos Estados Unidos, a RAAF empregou um conceito em que todo o pessoal de manutenção de aeronaves e equipamentos aeronáuticos estariam sob a dependência do Esquadrão N.º 482, que realizava as missões de acordo com as suas responsabilidades em apoio aos F-111 de ambos os esquadrões 1 e 6. De acordo com o Air Marshal Errol McCormack, um piloto do F-111 que subiu na carreira até se tornar Chefe do Estado-maior da RAAF, este conceito era um "desastre" que estava condenado a falhar, devido ao pequeno tamanho da frota de aviões F-111 da RAAF.

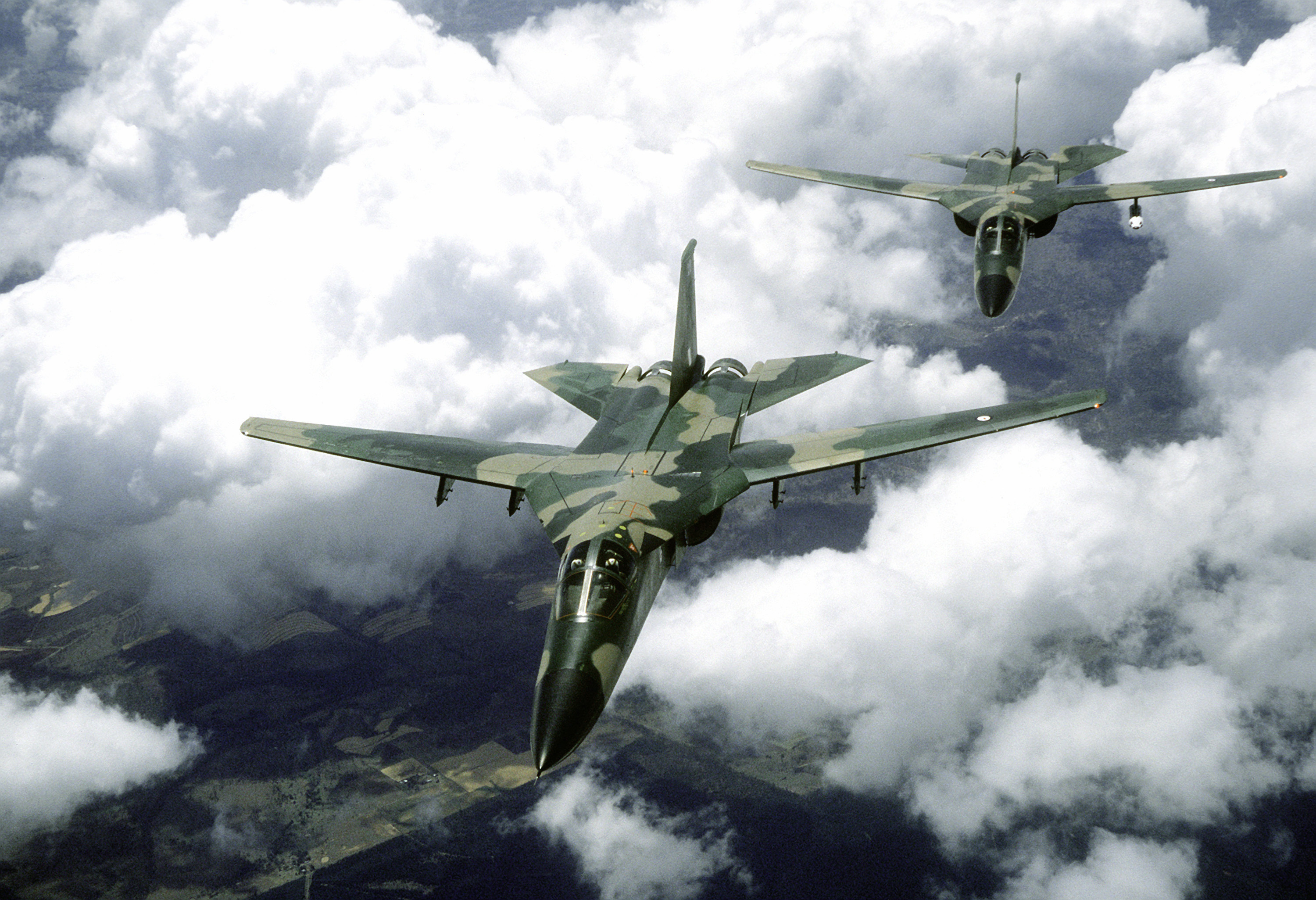
Os F-111 da RAAF foram a última aeronave com a qual o esquadrão trabalhou

No dia 1 de Fevereiro de 1981, a responsabilidade pelo serviço de manutenção (a nível operacional) dos F-111 foi transferido para os respectivos esquadrões que operavam as aeronaves. Sob este programa, 200 efectivos foram transferidos do Esquadrão N.º 482 para os esquadrões 1 e 6, que pela primeira vez adquiriram algum controlo directo dos seus F-111. O Esquadrão N.º 482 continuou a providenciar apoio e manutenção mais pesada aos bombardeiros, enquanto as grandes actualizações e manutenções complexas que envolvessem a desmontagem da aeronave ou dos motores ficou da responsabilidade do Depósito de Aeronaves N.º 3. O Esquadrão N.º 482 também operava o simulador de voo do F-111. O pessoal do esquadrão era frequentemente destacado para ir em exercícios onde os F-111 também fossem, e também tomava parte das investigações e recuperação em caso de acidentes com a aeronave. No dia 17 de Março de 1983, Sir Ninian Stephen ofereceu ao Esquadrão N.º 482 a bandeira do Governador-geral da Austrália. O esquadrão fundiu-se com o Depósito de Aeronaves N.º 3 no dia 16 de Março de 1992, fusão que resultou na Asa N.º 501. Esta asa tornou-se na maior asa da RAAF, com uma força total de mais de 1200 efectivos. A Asa N.º 501 continuou a trabalhar com o F-111 em Amberley até 2001, quando a empresa Boeing Australia recebeu um contracto de manutenção.